# America, Fuck Yeah
America, Fuck Yeah is de themamuziek van de Amerikaanse film Team America: World Police uit 2004. Het nummer is een parodie op de hardrockmuziek uit de jaren tachtig van de 20ste eeuw, met opvallende elektrische gitaren en synthesizers. Het nummer lijkt sterk qua stijl op "Danger Zone", het themanummer van de film Top Gun uit 1986, en ook op "I Love L.A." van Randy Newman en "America We Stand As One" van Dennis Madalone.
Met teksten als "coming again to save the motherfucking day" ("trekken eropuit om de motherfucking dag te redden") en "freedom is the only way" ("vrijheid is de enige manier") is het nummer een satire op het Amerikaanse chauvinisme. Het gaat over de Amerikaanse levensstijl die Team America gesatiriseerd in de film verdedigt. Zo wordt er aandacht geschonken aan de Wal-Mart, NFL, borstimplantaten, McDonald's, Starbucks en Diazepam, waarna deze termen in het nummer gevolgd worden door een luidkeels "fuck yeah". Het nummer werd geschreven door South Park-bedenker Trey Parker en uitgevoerd door zijn band DVDA.
In de film wordt het nummer gebruikt wanneer Team America zijn fort in Mount Rushmore verlaat. Op een bepaald moment in de film wordt een langzamere versie van "America, Fuck Yeah" gebruikt, de zogenaamde "Bummer Remix".
Omdat het nummer 37 keer het woord "fuck" bevat, is het liedje zelden uitgezonden op de radio. Toch stond het nummer op 26 januari 2006 op nummer 52 in de jaarlijkse "Hottest 100", een lijst die wordt samengesteld door de Australische jongerenzender Triple J.